# Mariya Míshina
Mariya Míshina –en ruso, Мария Мишина– (22 de abril de 1991) es una deportista rusa que compite en ciclismo en la modalidad de pista. Ganó una medalla de bronce en el Campeonato Europeo de Ciclismo en Pista de 2013, en la prueba de persecución por equipos.

## Medallero internacional
| Campeonato Europeo | Campeonato Europeo        | Campeonato Europeo | Campeonato Europeo      |
| Año                | Lugar                     | Medalla            | Competición             |
| ------------------ | ------------------------- | ------------------ | ----------------------- |
| 2013               | Apeldoorn ( Países Bajos) | Medalla de bronce  | Persecución por equipos |